# Affaire de l'orphelinat de Jersey

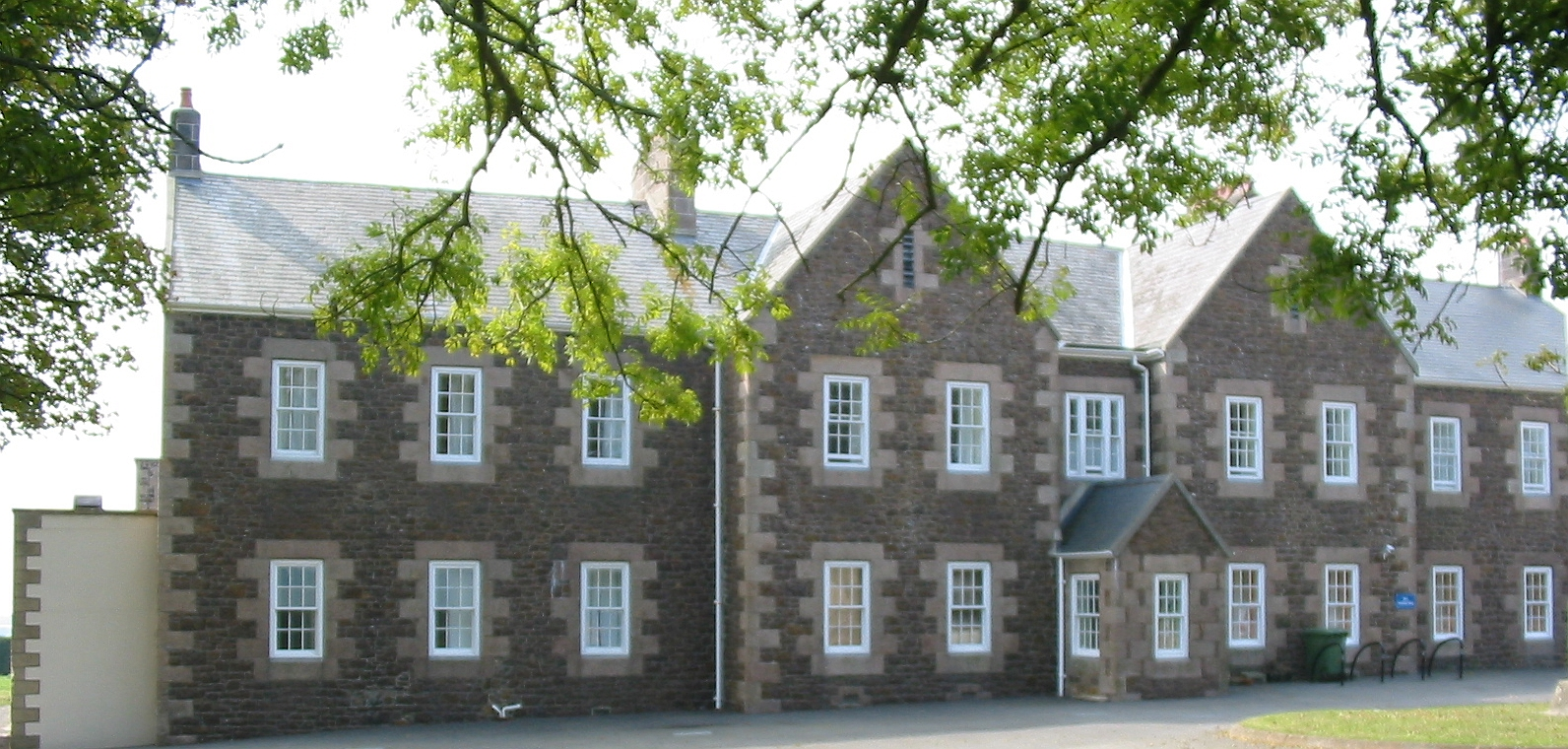
Bâtiment du Haut de la Garenne.

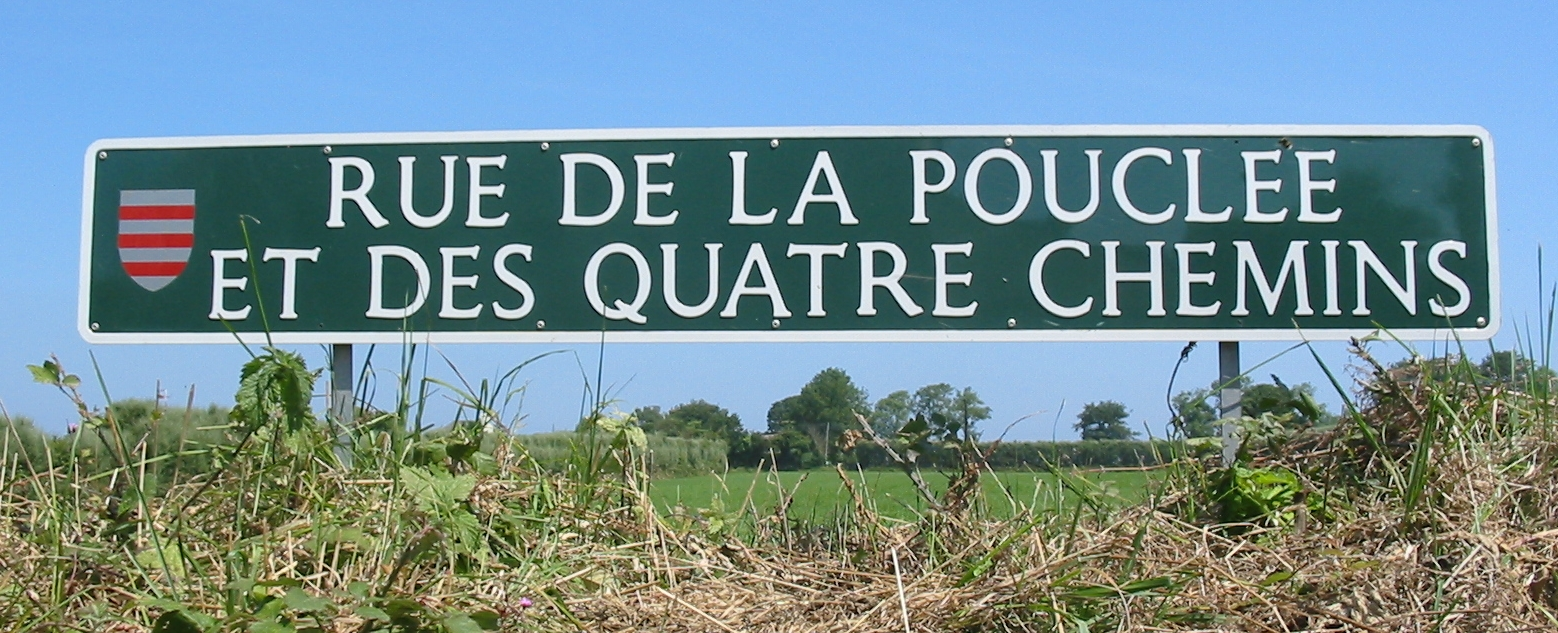
La rue où se situe l'ancien orphelinat.

L'Affaire de l'orphelinat de Jersey est un scandale médiatique ayant éclaté en 2008 fondé sur la présomption de viols pédophiles, de mauvais traitements d'enfants voire de meurtres qui se seraient produits dans l'orphelinat du « Haut de la Garenne » dans la paroisse de Saint-Martin sur l'île de Jersey durant les années 1960 à 80, avant sa fermeture en 1986.

## L'orphelinat du Haut de la Garenne
Le bâtiment fut construit en 1867. Des milliers de filles et de garçons y ont séjourné. L’établissement disposait d’une soixantaine de lits. En 2004, l'établissement a rouvert en tant qu'auberge de jeunesse. Il a rouvert ses portes en mars 2009.

## L'affaire

### Dénonciations
Au printemps 2006, la police des États reçoit une série d'appels téléphoniques de correspondants se plaignant de sévices qu'ils auraient subis dans l'orphelinat : coups, violences diverses et abus sexuels. Les appels se recoupant, une enquête est lancée. Plus de 160 personnes ont en février 2008 dénoncé des tortures durant leur séjour à l'orphelinat. Les dénonciateurs assurent qu'ils furent drogués, frappés et maltraités. En février 2008, il y avait 40 suspects.
La presse tabloïd britannique se jette sur le sujet et, dans une ambiance d'hystérie médiatique qui rappelle l'affaire d'Outreau en France, des surenchères dans l'horreur faisant état d'« au moins six meurtres d'enfants » sont publiées.

### Les témoignages
Peter Hannaford, qui a vécu 12 ans dans l'orphelinat, a déclaré, dans un entretien au journal Le Parisien, que des membres du personnel et parfois d'autres personnes abusaient régulièrement des garçons et des filles. « Cela allait du viol aux attouchements sexuels, en passant par la torture et les coups. » et « Nous avions tous peur d'aller au lit parce que nous savions ce qui allait se passer », a-t-il ajouté. Marqué à vie par cette période de son enfance, il a également déclaré que tous les enfants étaient terrorisés : « Si nous avions parlé de cela à quelqu'un, cela aurait été terrible pour nous. Je ne pourrai jamais oublier cette période noire. ».

### Spéculations sur la découverte de restes humains ainsi qu'une cave secrète
En avril 2008, les policiers qui se chargeaient de la prospection au sol déclarèrent avoir trouvé des os et des dents de lait humaines ainsi qu'un crâne d'enfant à l'aide de chiens policiers envoyés de Grande-Bretagne. On annonça également la découverte d'une cave secrète murée pleine de pierres, d'argile et de décombres qui ne figurait pas sur les plans originaux de l'orphelinat. Graham Power, responsable de la police locale, expliqua que les anciens résidents « se souvenaient d'une chambre dans la cave où ils subirent tout type d'abus » En avril 2008, on dénombrait 70 suspects. En tout, les enquêteurs firent la découverte de trois pièces d'environ 12 m2 aujourd'hui murées, deux sous le bâtiment et une sous le jardin.

### Les supposés restes humains, en fait des restes animaux
En novembre 2008, il fut annoncé par le pouvoir de l'ile que les 170 « restes humains » seraient des restes d'animaux, à l'exception de trois qui correspondaient à des corps humains inhumés des centaines d'années plus tôt. Le prétendu crâne se révéla être plusieurs mois après un morceau de noix de coco . Cependant, le morceau de crâne n'ayant pas été enregistré et correctement mis sous scellé à sa découverte, un extrait du rapport de l'anthropologue judiciaire de Jersey indique : « Par rapport à mon premier examen, le fragment était beaucoup plus sec, il avait changé de couleur, de texture et de poids ».

### Suspension de policiers
En novembre 2008, le gouvernement de Jersey suspendit le responsable policier de l'île, Graham Power, après la publication des conclusions des enquêteurs sur le cas. Lenny Harper, qui entreprit les premières enquêtes, fut très critiqué dans le rapport final. Son successeur, David Warcup, l'accusa d'avoir trompé le public sur les découvertes. Graham Power rétorqua que la police avait simplement dit que l'enquête serait menée comme celle d'un homicide.

### Résultats des fouilles

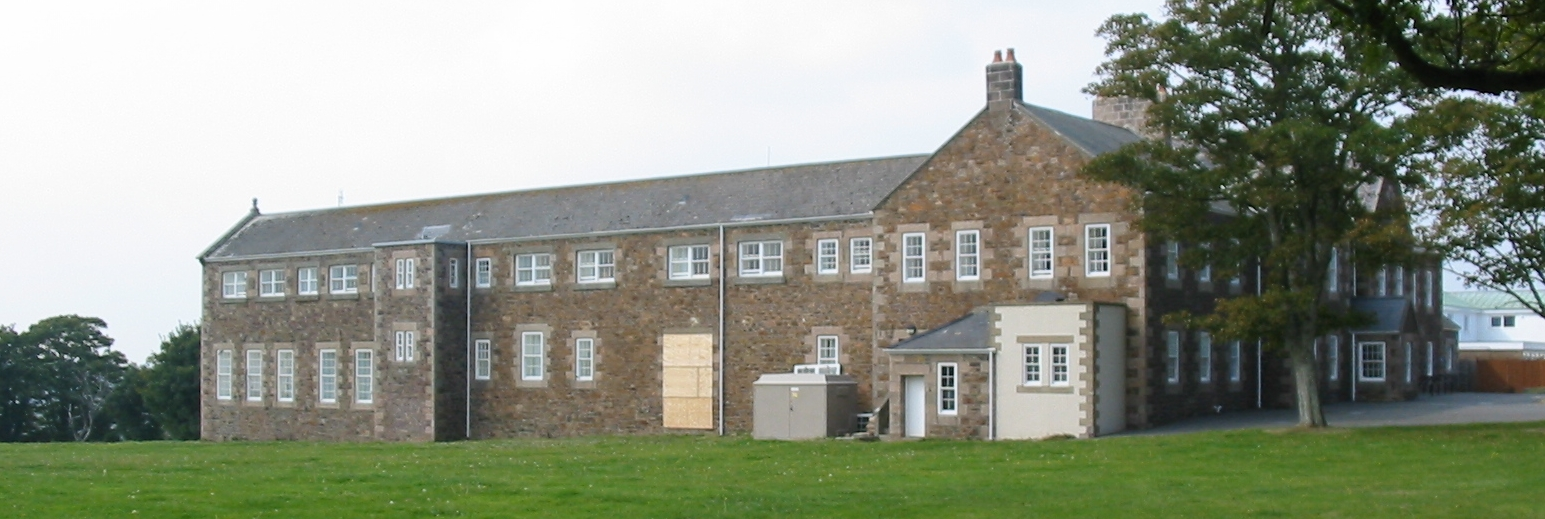
Vue latérale du bâtiment en 2008.

La police, après des recherches et des fouilles approfondies ayant coûté jusqu'à maintenant 4,5 millions de Livres sterling (en novembre 2008) sur les 7,5 millions budgétés, doit se rendre à l'évidence : aucune preuve des crimes et tortures évoqués n'a été trouvée. Les ossements découverts n'étaient pas humains ou dataient de plusieurs siècles et la fiabilité des chiens est remise en cause. Un poteau portant une inscription : Je suis méchant depuis des années et des années se révéla n'avoir été introduit dans le bâtiment qu'en 2003 au cours de travaux 17 ans après la fermeture de l'orphelinat. Des « menottes » évoquées se révélèrent en réalité de la ferraille sans importance. Une grande baignoire en béton dans laquelle, selon certains témoignages recueillis depuis le début de l'enquête, des enfants auraient été plongés dans l'eau gelée avant de subir diverses maltraitances, n'a pas pu être utilisée depuis les années 1920 quand un pilier fut construit à l'intérieur. La police réfuta l'existence de « caves » secrètes.
Il n'en reste pas moins que des cas d'abus sexuels, en corrélation avec certains témoignages et dénonciations reçus par la police, ont probablement pu avoir lieu. Cette question sera examinée par la justice.
Stuart Syvret, sénateur de Jersey et ancien ministre de la santé et des affaires sociales, ayant demandé de la transparence dans l'enquête, a déclaré que les conférences de presse données par les autorités ont cloué au pilori Lenny Harper, occulté certaines directions possibles de l'affaire qui ont été artificiellement abandonnées, comme la possibilité qu'il y ait eu meurtre et détourné l'attention des pratiques actuelles en matière de protection de l'enfance à Jersey.

### Premières accusations
En novembre 2008, deux personnes furent accusées d'abus sexuels dans le cadre de l'activité de l'orphelinat.
D'autres sources évoquent trois personnes écrouées.

### Développement ultérieur
En juillet 2009, Michael Birt est nommé bailli, en remplacement de Philip Bailhache. Un groupe de manifestants exprime son mécontentement et sa colère pendant la cérémonie d'assermentation de Birt, en raison du classement de l'enquête sur la maltraitance d'enfants dans l'affaire de l'orphelinat de Jersey.
En mars 2008, l'animateur de télévision de la BBC Jimmy Savile entama des démarches légales contre le journal The Sun qui l'avait, de manière erronée selon lui, relié à l'affaire du Haut de la Garenne. Savile avait tout d'abord nié avoir visité Haut de la Garenne, mais admis plus tard l'avoir fait, après publication d'une photographie le montrant à l'orphelinat entouré d'enfants. La police de Jersey affirme qu'en 2008 les allégations d'abus sexuel à l'encontre de Savile ont fait l'objet d'une enquête mais n'ont pas révélé d'élément suffisant pour l'accuser. Après la mort de Savile, il fut l'objet d'accusations d'abus sexuel à son encontre venant de plusieurs centaines de personnes dans toute la Grande-Bretagne, dont des pensionnaires des Haut de la Garenne,.
En 2012, l'acteur Wilfrid Brambell (décédé en 1985) est accusé d'avoir, dans les années 1970, commis à Jersey des abus sexuels sur deux garçons âgés de 12 et 13 ans. Un des garçons était pensionnaire à l'orphelinat de Haut de la Garenne.
En 2012, l'homme politique britannique John Hemming présenta au parlement un Early Day Motion concernant l'annulation du visa britannique de la journaliste américaine Leah McGrath Goodman (en), après l'avertissement qu'elle a reçu concernant ses déclarations selon lesquelles elle avait l'intention d'enquêter sur des allégations d'étouffement de l'affaire de l'orphelinat de Jersey, alors qu'elle n'a pas d'autre raison de se voir refuser ce visa. Elle a été soutenue dans sa démarche par un ancien homme politique de Jersey, Trevor Pitman,.
Après sa mort, le sénateur de Jersey Wilfred Krichefski fut accusé de viol sur les orphelins du Haut de la Garenne relié à l'affaire.